# The Wizarding World of Harry Potter
Il The Wizarding World of Harry Potter costituisce una serie di parchi tematici degli Universal Studios legati all'universo di Harry Potter, realizzati in seguito all'acquisizione di una licenza dalla Warner Bros. Un primo parco venne inaugurato nel 2010 allo Universal's Islands of Adventure a Orlando, in Florida, mentre un'estensione venne effettuata nel 2014 allo Universal Studios Florida. Il progetto venne duplicato allo Universal Studios Japan a Osaka, nel 2014. Un progetto simile venne realizzato allo Universal Studios Hollywood in California, nel 2016.